# Rafelbunyol (métro de Valence)
Rafelbunyol est une station terminus de la ligne 3 du métro de Valence. Elle est située rue de Valence, à Rafelbunyol.

## Situation sur le réseau
Établie en surface, la station Rafelbunyol du métro de Valence est située sur la ligne 3, dont elle constitue le terminus est, après La Pobla de Farnals.

## Histoire
La station ouvre au public le 5 mai 1995, à l'occasion d'un prolongement du réseau,.